# Dicaelotus andrei
Dicaelotus andrei är en stekelart som beskrevs av Berthoumieu 1897. Dicaelotus andrei ingår i släktet Dicaelotus och familjen brokparasitsteklar. Utöver nominatformen finns också underarten D. a. pyreneator.